# Wilder (krater)
För andra betydelser, se Wilder.
Wilder är en nedslagskrater på planeten Venus. Wilder har fått sitt namn efter den amerikanska författarinnan Laura Ingalls Wilder.
Kratern har en diameter på ungefär 35 kilometer.